# Кучоая-Ноуе
Кучоая-Ноуе (рум. Cucioaia Nouă) — село у Теленештському районі Молдови. Входить до складу комуни, адміністративним центром якої є село Гілічень.

## Населення
За даними перепису населення 2004 року у селі проживали 25 осіб, усі — молдавани.